# Walther WA 2000
Walther WA 2000 je poluautomatska snajperska puška bullpup dizajna koju je u Zapadnoj Njemačkoj proizvodila tvrtka Carl Walther. Snajper se proizvodio u tri različita kalibra a njegova proizvodnja je bila limitirana te ubrzo prekinuta jer zbog previsoke cijene nije mogao konkurirati na tržištu. Proizvedeno je svega 176 snajperskih pušaka koje su bile u službi njemačkih policijskih jedinica dok su danas rijetke i veoma vrijedne.

## Dizajn
Walther 2000 je dizajniran krajem 1970-ih i početkom 1980-ih kao odgovor na masakr izraelskih sportaša na Olimpijskim igrama u Münchenu 1972. godine. Bulllpup dizajn je odabran zbog mogućnosti mogućnosti korištenja standardne dužine cijevi dok je ukupna dužina oružja bila kraća od klasične puške.
Snajper je koristio brzo odvojivu optiku težine 0,96 kg te nije imao čelični ciljnik. Najčešće se koristila optika proizvođača Schmidt & Bender sa zoomom od 2,5 do 10x. Težina snajpera bez okvira i optike je iznosila 6,95 kg a zajedno s okvirom (ali bez optike) iznosi 7,35 kg.
Kao primarni kalibar streljiva odabran je .300 Winchester Magnum zbog preciznosti na velikim udaljenostima. Streljivo je pohranjeno u okvire kapaciteta šest metaka a težina okvira iznosi 0,4 kg. Također, postoje inačice koje koriste streljiva kalibra 7.62x51mm NATO i 7.5x55mm Swiss.
Cijeli dizajn Walthera WA 2000 temelji se na njegovoj cijevi. Snaga pritiska okidača iznosi između 1,2 i 1,4 kg.

## Proizvodnja
Walther 2000 se proizvodio od 1982. do studenog 1988. Snajper su koristile njemačke policijske jedinice ali njegova proizvodnja je prekinuta jer je oružje bilo preskupo za ostvarivanje rasprostranjene prodaje.
Cijena osnovnog modela se tijekom 1980-ih kretala između 9.000 i 12.500 USD dok je danas zbog njegove rijetkosti vrijednost snajpera prve generacije 40.000 USD a druge generacije 75.000 USD.

## Korisnici
- Zapadna Njemačka: zapadnonjemačka policija.